# La copa
La copa (ཕོར་པ། o Phörpa) es una película de comedia deportiva butanesa-australiana en idioma tibetano de 1999 dirigida por Khyentse Norbu. La trama involucra a dos jóvenes monjes novatos refugiados tibetanos locos por el fútbol en un remoto monasterio del Himalaya en la India que intentan desesperadamente obtener un televisor para el monasterio para ver la final de la Copa Mundial de Fútbol de 1998.

## Producción
La película se rodó en la aldea de refugiados tibetanos Bir en India (Himachal Pradesh) (casi en su totalidad entre Chokling Gompa y Elu Road).
El productor Jeremy Thomas había desarrollado una relación con Norbu cuando era asesor en Pequeño Buda de Bertolucci.  Thomas luego recordó su experiencia al hacer la película:

El director Khyentse Norbu es un lama tibetano que fue a la escuela de cine de Nueva York, que quería hacer una película y me hice amigo de él. Estaba esta historia encantadora, que era una enseñanza para él pero una historia para todos los demás, sobre los pequeños monjes y la Copa del Mundo. Se mostró en la Quincena de los Realizadores en Cannes, trajimos a muchos tibetanos a la proyección y fue bien recibido y vendido en todo el mundo. Fue una historia muy feliz para todos los involucrados.

## Lanzamiento
La copa fue estrenado en DVD el 13 de noviembre de 2007 en Norteamérica por Festival Media (IBFF). El DVD se masterizó a partir de una nueva transferencia directa a digital de la película original e incluye un documental adicional titulado Inside The Cup, en el que el director habla sobre la película, el cine en general y la filosofía budista, junto con tomas descartadas de la película. También hay una pista de audio de comentarios del director.